# Arroyo del Sauce (Arroyo Valentín Grande)
Der Arroyo del Sauce ist ein Fluss in Uruguay.
Er entspringt auf dem Gebiet des Departamento Salto in der Cuchilla del Daymán nordöstlich des Cerro de la Divisa. Von dort verläuft er in nördliche Richtung passiert Puntas de Valentín wenige Kilometer westlich und mündet als linksseitiger Nebenfluss in den Arroyo Valentín Grande.